# Подольський Олексій Ігорович
Подольський Олексій Ігорович (* 1957, Київ) — український журналіст, політолог, громадський діяч.

## Освіта
Навчався філології в Київському державному університеті ім. Т.Шевченка, політології — у Європейському центрі досліджень питань безпеки ім. Джорджа Маршалла (Німеччина).

## Біографія
Народився в родині архітекторів.
Викладав світову літературу в середній школі № 124 м. Києва.
1990 — був депутатом Київради. член постійної Комісії Київради, що проголосила ще за СРСР організованою злочинністю діяльність КПРС. Паралельно брав участь у роботі столичного осередку Народного Руху України Заступник Голови координаційної Ради Київського осередку НРУ.
1996—1999 — працював у Міністерстві закордонних справ України. Радником в Управлінні інформації МЗС України. Начальником відділу Росії МЗС України. Має дипломатичний ранг першого секретаря I класу.
1998 — спільно з Юрієм Оробцем, Сергієм Головатим, Миколою Томенком, Сергієм Одаричем, Миколою Полудьонним і Сергієм Кудряшовим організував політологічний фонд «Українська перспектива» та правозахисне об'єднання «Ми», які займалися опозиційною діяльністю.
2000 — Олексія Подольського викрали, вивезли до лісу поблизу міста Прилуки й побили. Серед організаторів і виконавців викрадення був Олексій Пукач, на той час — полковник міліції.
21 березня 2011 р. Генеральна прокуратура України порушила кримінальну справу щодо екс-Президента Леоніда Кучми. Його підозрюють, зокрема, в причетності до викрадення Олексія Подольського.
Одружений, має сина й двох онуків.